# 有明水再生センター
有明水再生センター（ありあけみずさいせいセンター）は、東京都江東区にある、東京都下水道局の下水処理施設である。

## 概要
砂町処理区の一部（臨海副都心とその周辺地域及び中央防波堤内側埋立地の一部）の汚水を処理している。敷地面積は46,600平方メートル。センター内には虹の下水道館がある。

## 沿革
- 1995年（平成7年）9月 - 運転開始。

## 所在地
- 東京都江東区有明2-3-5

## 周辺
- 有明テニスの森
- 有明コロシアム